# Temporada da NFL de 1961
A Temporada de 1961 da NFL foi a 42ª temporada regular da National Football League. Neste ano a liga se expandiu novamente, desta vez para 14 times com a adição do Minnesota Vikings, após os proprietários da franquia se recusaram a ser membros fundadores da recém criada American Football League (AFL). O Vikings foram colocados na Western Conference, e o Dallas Cowboys foi transferido da Western para a Eastern. Além disso, o calendário também foi ampliado de 12 partidas a 14 partidas por equipe, mantendo-se desta forma por 16 anos, até 1978. 
O campeão da temporada foi decidido em uma partida entre New York Giants e Green Bay Packers no New City Stadium no dia 31 de Dezembro de 1961. Em casa, o Packers venceu por 31 a 0, consagrando-se campeão da temporada.

## Draft
O Draft para aquela temporada foi realizado nos dias 27 e 28 de Novembro de 1960, no Warwick Hotel, na Filadélfia, Pensilvânia. E, com a primeira escolha, o Minnesota Vikings selecionou o running back, Tommy Mason da Universidade Tulane.

## Classificação Final
Assim ficou a classificação final da National Football League em 1961:
P = Nº de Partidas, V = Vitórias, D = Derrotas, E = Empates, PCT = Porcentagem de vitória, DIV = Recorde de partidas da própria divisão, PF = Pontos a favor, PA = Pontos contra
| NFL Eastern Conference |    |    |   |      |        |     |     |
| Time                   | V  | D  | E | PCT  | DIV    | PF  | PC  |
| New York Giants        | 10 | 3  | 1 | .769 | 9-2-1  | 368 | 220 |
| Philadelphia Eagles    | 10 | 4  | 0 | .714 | 8–4    | 361 | 297 |
| Cleveland Browns       | 8  | 5  | 1 | .615 | 8–3–1  | 319 | 270 |
| St. Louis Cardinals    | 7  | 7  | 0 | .500 | 7–5    | 279 | 267 |
| Pittsburgh Steelers    | 6  | 8  | 0 | .429 | 5–7    | 295 | 287 |
| Dallas Cowboys         | 4  | 9  | 1 | .308 | 2–9–1  | 236 | 380 |
| Washington Redskins    | 1  | 12 | 1 | .077 | 1–10–1 | 174 | 392 |

| NFL Western Conference |    |    |   |      |       |     |     |
| Time                   | V  | D  | E | PCT  | DIV   | PF  | PC  |
| Green Bay Packers      | 11 | 3  | 0 | .786 | 9–3   | 391 | 223 |
| Detroit Lions          | 8  | 5  | 1 | .615 | 7–4–1 | 270 | 258 |
| Chicago Bears          | 8  | 6  | 0 | .571 | 7–5   | 326 | 302 |
| Baltimore Colts        | 8  | 6  | 0 | .571 | 6–6   | 302 | 307 |
| San Francisco 49ers    | 7  | 6  | 1 | .538 | 6–5–1 | 346 | 272 |
| Los Angeles Rams       | 4  | 10 | 0 | .286 | 3–9   | 263 | 333 |
| Minnesota Vikings      | 3  | 11 | 0 | .214 | 3–9   | 285 | 407 |

## Playoffs

### Championship Game (Jogo do Título)
O jogo do título foi disputado em 31 de Dezembro de 1961 e terminou com uma vitória por 31 a 0 do Green Bay Packers em cima do New York Giants,  New City Stadium em Green Bay, Wisconsin.

### Playoff Bowl
A segunda edição da disputa de terceiro lugar da NFL - Playoff Bowl - ocorreu no Orange Bowl em Miami, Flórida entre as equipes classificadas em segundo lugar em cada conferência: Philadelphia Eagles e Detroit Lions. O grande vencedor foi o Eagles, por 38 a 10 para um público de 25.000 pessoas.

## Líderes em estatísticas da Liga
| Estatística                                  | Nome            | Equipe              | Total |
| -------------------------------------------- | --------------- | ------------------- | ----- |
| Passando                                     |                 |                     |       |
| Jardas de Passe                              | Sonny Jurgensen | Philadelphia Eagles | 3723  |
| Passes para TD                               | Sonny Jurgensen | Philadelphia Eagles | 32    |
| % de Passes Completos                        | Milt Plum       | Cleveland Browns    | .586  |
| Correndo                                     |                 |                     |       |
| Jardas Corridas                              | Jim Brown       | Cleveland Browns    | 1408  |
| Corridas para TD                             | Jim Taylor      | Green Bay Packers   | 15    |
| Recebendo                                    |                 |                     |       |
| Jardas Recebidas                             | Tommy McDonald  | Philadelphia Eagles | 1144  |
| Nº de Recepções                              | Red Phillips    | Los Angeles Rams    | 78    |
| Recepções para TD                            | Tommy McDonald  | Philadelphia Eagles | 13    |
| Defesa                                       |                 |                     |       |
| Interceptações                               | Dick Lynch      | New York Giants     | 9     |
| Times Especiais                              |                 |                     |       |
| Média de Punt                                | Yale Lary       | Detroit Lions       | 48.4  |
| Números coletados do Pro Football Reference. |                 |                     |       |

## Prêmios

### Jogador Mais Valioso
| Prêmio                       | Premiado          | Posição | Franquia            | Ref    |
| ---------------------------- | ----------------- | ------- | ------------------- | ------ |
| AP NFL Jogador Mais Valioso  | Paul Hornung      | HB      | Green Bay Packers   | [ 11 ] |
| UPI NFL Jogador Mais Valioso | Norm Van Brocklin | QB      | Philadelphia Eagles | [ 12 ] |
| NEA NFL Jogador Mais Valioso | Y. A. Tittle      | QB      | New York Giants     | [ 13 ] |

### Treinador do Ano
| Prêmio                  | Premiado      | Franquia        | Ref    |
| ----------------------- | ------------- | --------------- | ------ |
| AP NFL Treinador do Ano | Allie Sherman | New York Giants | [ 14 ] |

### Calouro do Ano
| Prêmio                | Premiado   | Posição | Franquia      | Ref    |
| --------------------- | ---------- | ------- | ------------- | ------ |
| AP NFL Calouro do Ano | Mike Ditka | TE      | Chicago Bears | [ 15 ] |

## Troca de Treinadores

### Fora de Temporada
- Minnesota Vikings: Norm Van Brocklin se tornou o primeiro treinador principal da equipe.[16]
- New York Giants: Jim Lee Howell foi substituído por Allie Sherman.[17]
- Philadelphia Eagles: Buck Shaw foi substituído por Nick Skorich.[18]
- Washington Redskins: Mike Nixon foi substituído por Bill McPeak.[19]

### Temporada
- St. Louis Cardinals: Pop Ivy renunciou após 12 partidas. Chuck Drulis, Ray Prochaska e Ray Willsey serviram como co-treinadores nos dois jogos finais da temporada.[20]

## Mudança de Estádio
- Briggs Stadium, estádio do Detroit Lions, foi renomeado a Tiger Stadium.[21]
- A recém formada franquia, Minnesota Vikings começou a jogar suas partidas em casa no Metropolitan Stadium.[22]
- O Washington Redskins mudou-se do Griffith Stadium ao na época conhecido, District of Columbia Stadium (D.C Stadium).[23]

## Biografia
- NFL Record and Fact Book (ISBN 1-932994-36-X)
- NFL History 1931–1940 (Last accessed December 4, 2005)
- Total Football: The Official Encyclopedia of the National Football League (ISBN 0-06-270174-6)